# Tentativo di conciliazione
Il tentativo di conciliazione è un istituto del diritto processuale penale, applicabile esclusivamente ai reati perseguibili a querela.

## Il tentativo esperito dal Giudice di Pace
Il Giudice di Pace deve esperire il tentativo di conciliazione tra le parti, volto ad addivenire alla remissione della querela.
Il legislatore prevede, inoltre, una garanzia per le parti qualora il tentativo di conciliazione non abbia esito positivo. Le informazioni assunte durante il tentativo stesso non possono essere assunte dall'organo giudicante nella propria deliberazione. La ratio di tale divieto è insito nel dare maggiore libertà alle parti durante il tentativo di conciliazione stesso: in caso contrario si vedrebbero restiee a proporre concessioni o a fare ammissioni.

## Il tentativo esperito dal P.M.
Il P.M., anche prima di compiere atti di indagine preliminare, può citare colui che ha proposto querela e la persona querelata a comparire davanti a sé per verificare se ci sia la disponibilità a rimettere la querela e ad accettare la remissione.
Con la citazione, querelante e querelato sono avvertiti che possono farsi assistere da un difensore.

### Riferimenti normativi
- Codice di procedura penale